# Geogarypus pulcher
Espèce
Geogarypus pulcher est une espèce de pseudoscorpions de la famille des Geogarypidae.

## Distribution
Cette espèce est endémique d'Israël.

## Publication originale
- Beier, 1963 : Die Pseudoscorpioniden-Fauna Israels und einiger Angrenzender Gebiete. Israel Journal of Entomology, vol. 12, p. 183-212.